# Świerszcz polny

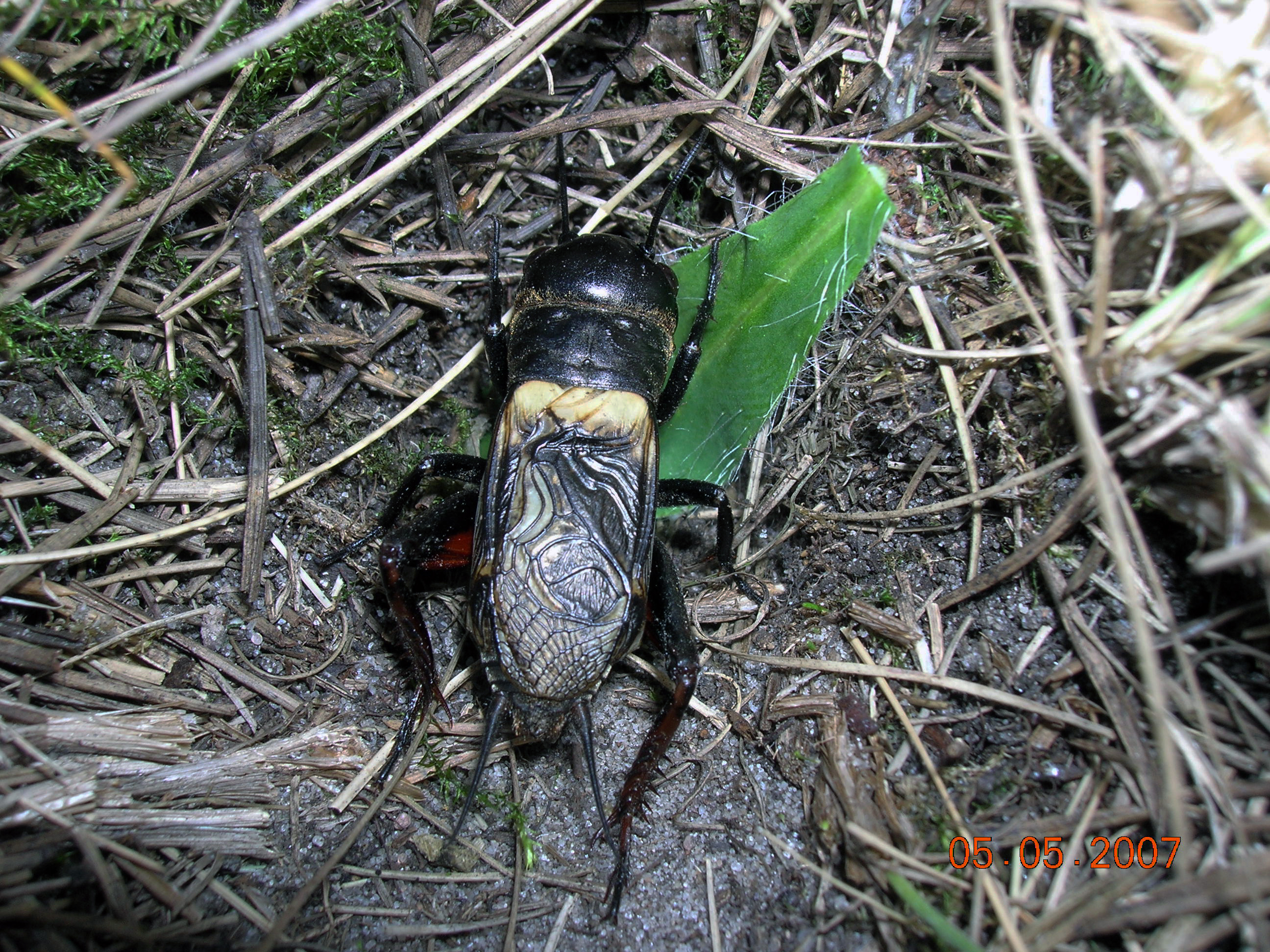
Świerszcz polny - samiec. Widoczne charakterystyczne wzory na pokrywach skrzydeł.

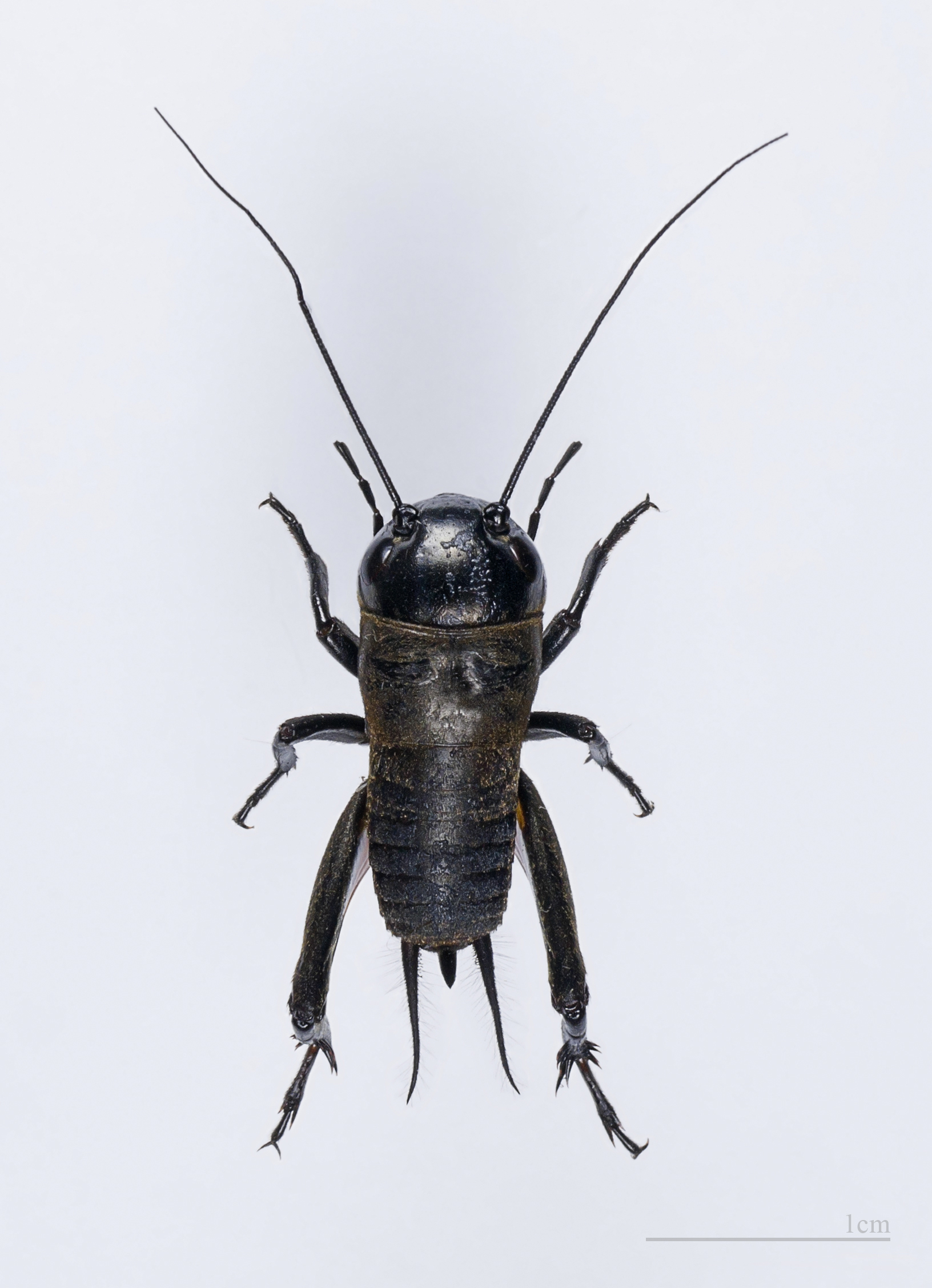
Młoda samica

Świerszcz polny (Gryllus campestris) – zachodniopalearktyczny gatunek owada prostoskrzydłego z rodziny świerszczowatych (Gryllidae). W Polsce jest powszechny na obszarze całego kraju z wyjątkiem Kotliny Nowotarskiej i Tatr. Blisko spokrewnionym gatunkiem jest Gryllus bimaculatus – często hodowany w laboratoriach, również w Polsce.
Samce świerszcza polnego osiągają od 19 do 23 mm długości, a samice od 17 do 22 mm i do tego dochodzi jeszcze wystające z tyłu pokładełko (ovipositor) o długości od 8 do 12 mm. Ubarwienie czarne do jasnobrązowego, kształt ciała cylindryczny, nogi silne. Głowa kulista z mocnym aparatem gryzącym, cienkie czułki ok. 20 mm i trzecie oczko grzbietowe (ocellus) nad czołem. Przedtułów (prothorax) jest kwadratowy, druga para skrzydeł zredukowana.
Tylko u samców  u podstawy skrzydeł występuje żółta plama. Świerszcz polny stosunkowo rzadko skacze pokonując tylko krótkie odcinki, a za to dobrze biega. Samce wyznaczają terytorium, którego bronią przed innymi samcami. Wydają głośne dźwięki pocierając pierwszą parą sztywnych skrzydeł, na których znajdują się aparaty strydulacyjne. Owad ten spożywa pokarm typowo roślinny – liście oraz łodygi, na przykład buraka. Również larwy odżywiają się tego typu pożywieniem. Zdarza się czasem, że osobnik dorosły pożera także drobne bezkręgowce.
Na Czerwonej Liście Zwierząt Ginących i Zagrożonych w Polsce świerszcz polny zaklasyfikowany został w kategorii NT czyli (bliski zagrożenia).
Świerszcz pobiera pokarm roślinny, rzadziej zwierzęcy.